# August Vogl
August Vogl (* 17. Januar 1909 in Wien; † 20. Juni 1994 in Goldach SG) war ein deutscher Chirurg und Anthropologe.

## Leben
August Vogl studierte ab 1928 an der Universität Wien Medizin. Er wurde am 3. Dezember 1934 zum Dr. med. promoviert. Die damalige Studienordnung für Mediziner sah keine Dissertation, sondern nur das Rigorosum vor. Bis zum Überfall auf Polen war Vogl an verschiedenen Krankenhausabteilungen der Rudolfstiftung tätig. Nach dem Anschluss Österreichs meldete er sich im Juni 1938 als Freiwilliger zur Kriegsmarine. In Wien war er um 1940 in der Sterilisation tätig. 1941 kam er als Marinestabsarzt der Reserve an das Marinelazarett Glückstadt, in dem er die Chirurgische Abteilung leitete. 1942 suchte er um die Verleihung des  akademischen Grades Dr. med. habil. für Chirurgie an. Indem er seinem Gesuch 22 Publikationen beilegte, ersuchte er um die Befreiung von der Einreichung einer eigenen Habilitationsschrift gemäß § 5 der Reichshabilitationsordnung; denn er sei seit Kriegsbeginn eingerückt und könne deshalb keine eigene Arbeit verfassen. Der Grad wurde ihm am 10. März 1943 verliehen. Unter Vorlage neun weiterer Arbeiten ersuchte er 1944 um die Verleihung der Dozentur – ebenfalls „in einfacher kriegsbedingter Form“. Über die Bearbeitung dieses Antrags ist in der Wiener Personalakte nichts erhalten. Bei Kriegsende wechselte er in das nunmehr zivile Kreiskrankenhaus Glückstadt, dessen Chirurgie er bis zur Auflösung des Kreiskrankenhauses leitete. Die Stadt Glückstadt ließ ihn als Belegarzt am Städtischen Krankenhaus zu und ernannte ihn bei Eröffnung des A-Hauses am 1. Januar 1962 zum hauptamtlichen Chefarzt und Leiter der Chirurgischen Abteilung. Am 30. September 1975 trat er in den Ruhestand. Am 21. März 1974 übersiedelte er nach Goldach. Dort gibt es keine Unterlagen über ihn. Er schrieb regelmäßig Publikationen für die (burgenländische) Volk und Heimat. Zeitschrift für Kultur und Bildung. Außerdem hatte er mit seiner Frau drei Kinder.

## Schriften
- Verhängnisvolle Heilkunst. Hamburg 1948.
- Der Eid des Hippokrates. Ein Gespräch zwischen Dr. Altmann und Dr. Hengstmann. Glückstadt 1950.
- Die Arthrosen. Neue Wege der Betrachtung und Behandlung. Hamburg 1951.
- Nervöse Funktion und Blastombildung. Hamburg 1952.
- Die Temperatur als Heilmittel und Gift. Hamburg 1952.
- Segmentlokalisation, Malignität und jahresrhythmisches Wachstum bösartiger Geschwülste. Hamburg 1953.
- Eine biologische Betrachtung der Seuchen und der Seuchenbekämpfung. Hamburg 1953.
- Pylorus als Carcinomgrenze. Hamburg 1954.
- mit Hans-Dieter Hentschel und Hans Fissenewert: Heilende Wärme. Neue Erkenntnisse zur Anwendung der Wärmetherapie. Philippsburg 1955.
- Inbildlehre und Chirurgie – Professor Walter Scheidt zum 65. Geburtstag. Hamburg 1960.
- Das Kreiskrankenhaus des Kreises Steinburg bei Glückstadt. Glückstadt 1961. GoogleBooks
- Die Thalidomid-Embryopathie in anthropologischer Sicht. Hamburg 1963.
- Die antipyrogene Digitaliswirkung. Hamburg 1963.
- Die Osteopoikilie als segmentabhängige Entwicklungs-Störung des Skeletts. Hamburg 1964.